# 1021

## Esdeveniments
- La ciutat morisca de València esdevé independent
- Els Chola envaeixen Bengala
- Aaparició dels drusos dins l'islam
- Es promulga el primer codi civil rus

## Naixements
- 8 de desembre - Linchuan (Xina): Wang Anshi (en xinès: 王安石) estadista xinès que va ocupar el càrrec de primer ministre de la Xina. Sota la dinastia Song (m. 1086).[1]

## Necrològiques
- 21 d'abril - Lieja (Principat de Lieja): Wolbodo, príncep-bisbe del principat de Lieja